# Fırat Aydınus
Fırat Aydınus (törökül: fɯɾat ajdɯnus) (Isztambul, 1973. október 25. –) török nemzetközi labdarúgó-játékvezető.

## Pályafutása

### Nemzeti játékvezetés
A játékvezetői vizsgát 1993-ban tette le. Vizsgát követően a 3. Liga, majd 1993-2001 között 2. Liga bírója. Nemzeti labdarúgó-szövetségének megfelelő játékvezető bizottságai minősítése alapján jutott magasabb osztályokba. 2001-2003 között az 1. Liga, 2003-tól a Turkcell Süper Lig játékvezetője. A küldési gyakorlat szerint rendszeres 4. bírói szolgálatot is végez. Hazájában Cüneyt Çakır társaságában az első profi játékvezető. Első ligás mérkőzéseinek száma: 192.

#### Nemzeti kupamérkőzések
Vezetett kupadöntők száma: 1.

##### Török labdarúgó-szuperkupa
| Időpont            | Helyszín                  | Mérkőzés típusa | Mérkőzés                  | Eredmény | Nézők száma |
| ------------------ | ------------------------- | --------------- | ------------------------- | -------- | ----------- |
| 2007. augusztus 5. | RheinEnergieStadion, Köln | döntő           | Fenerbahçe SK–Beşiktaş JK | 2 – 1    | 38 000      |

### Nemzetközi játékvezetés
A Török labdarúgó-szövetség (TFF) Játékvezető Bizottsága (JB) terjesztette fel nemzetközi játékvezetőnek, a Nemzetközi Labdarúgó-szövetség (FIFA) 2006-tól tartja nyilván bírói keretében. A FIFA JB központi nyelvei közül a angolt beszéli. Az UEFA JB besorolása szerint 2012-től 1. kategóriás bíró. Több nemzetek közötti válogatott valamint UEFA-kupa, Európa-liga és UEFA-bajnokok ligája klubmérkőzést vezetett, vagy működő társának 4. bíróként segített. A török nemzetközi játékvezetők rangsorában, a világbajnokság-Európa-bajnokság sorrendjében többedmagával az 5. helyet foglalja el 5 találkozó szolgálatával. 2015-ben már nem szerepelt a FIFA JB listáján. Válogatott mérkőzéseinek száma: 7 (2013. november 19.).
| Időpont           | Helyszín                       | Mérkőzés típusa           | Mérkőzés                     | Eredmény | Nézők száma |
| ----------------- | ------------------------------ | ------------------------- | ---------------------------- | -------- | ----------- |
| 2012. február 29. | Luigi Ferraris Stadion, Genova | első válogatott mérkőzése | Olaszország–Egyesült Államok | 0 – 1    | 15 000      |

#### Labdarúgó-világbajnokság
A világbajnoki döntőkhöz vezető úton Dél-Afrikába a XIX., a 2010-es labdarúgó-világbajnokságra és Brazíliába a XX., a 2014-es labdarúgó-világbajnokságra a FIFA JB játékvezetőként alkalmazta. Selejtező mérkőzéseket az Európai Labdarúgó-szövetség (UEFA)  zónában vezetett.

##### 2010-es labdarúgó-világbajnokság

###### Selejtező mérkőzés
| Időpont          | Helyszín             | Mérkőzés típusa           | Mérkőzés             | Eredmény | Nézők száma |
| ---------------- | -------------------- | ------------------------- | -------------------- | -------- | ----------- |
| 2009. április 1. | Skonto Stadion, Riga | előselejtező (2. csoport) | Lettország–Luxemburg | 2 – 0    | 6700        |

##### 2014-es labdarúgó-világbajnokság

###### Selejtező mérkőzés
| Időpont              | Helyszín                           | Mérkőzés típusa           | Mérkőzés             | Eredmény | Nézők száma |
| -------------------- | ---------------------------------- | ------------------------- | -------------------- | -------- | ----------- |
| 2012. szeptember 11. | Ullevaal Stadion, Oslo             | előselejtező (E. csoport) | Norvégia–Szlovénia   | 2 – 1    | 11 168      |
| 2013. március 26.    | Parken Stadion, Koppenhága         | előselejtező (B. csoport) | Dánia–Bulgária       | 1 – 1    | 22 357      |
| 2013. szeptember 6.  | Borisz Paicsadze Stadion, Tbiliszi | előselejtező (I. csoport) | Grúzia–Franciaország | 0 – 0    | 26 360      |

#### Labdarúgó-Európa-bajnokság
Az európai labdarúgó torna döntőjéhez vezető úton Ukrajnába és Lengyelországba a XIV., a 2012-es labdarúgó-Európa-bajnokságra  az UEFA JB játékvezetőként foglalkoztatta.

##### 2012-es labdarúgó-Európa-bajnokság

###### Selejtező mérkőzés
| Időpont         | Helyszín                    | Mérkőzés típusa           | Mérkőzés     | Eredmény | Nézők száma |
| --------------- | --------------------------- | ------------------------- | ------------ | -------- | ----------- |
| 2011. június 4. | Laugardalsvöllur, Reykjavík | előselejtező (H. csoport) | Izland–Dánia | 0 – 2    | 7629        |

#### Nemzetközi kupamérkőzések

##### UEFA-kupa
Első nemzetközi kupamérkőzése.
| Időpont             | Helyszín                   | Mérkőzés típusa | Mérkőzés                          | Eredmény |
| ------------------- | -------------------------- | --------------- | --------------------------------- | -------- |
| 2006. augusztus 24. | K.Górskiego Stadion, Płock | 2. selejtezőkör | Wisła Płock–FK Csornomorec Odesza | 1 – 1    |